# Castel Sant’Elia
Castel Sant’Elia – miejscowość i gmina we Włoszech, w regionie Lacjum, w prowincji Viterbo. Znajduje się tu Sanktuarium SS. Maria Ad Rupes, prowadzone przez polskich Braci Michalitów. Na terenie sanktuarium znajduje się bazylika. To miejsce warte odwiedzin ze względów historycznych a także niezwykle widoki na wąwóz z naturalnych tarasów sanktuarium oraz korytarze, groty i kapliczki ukryte na terenie sanktuarium. Na początku lat 90. papież Jan Paweł II odwiedził to miejsce i spędził tu kilka dni. W pod koniec lat 80. do Castel Sant Elia przybywało wielu Polaków, ze względu na sanktuarium prowadzone przez polskich Braci, mogli oczekiwać od nich pomocy na znalezienie pracy i generalne poprawienie swoich warunków życiowych.
W Castel Sant’Elia znajduje się jedna szkołą elementarna a główna ulica to Via Umberto I. W centrum miasteczka znajduje się zamek/ratusz, pod którym co roku organizuje się festyn typu dni miasta.
Według danych na rok 2004 gminę zamieszkuje 2126 osób, 92,4 os./km².